# Einshorn
Das Einshorn ⓘ ist ein Berg südlich von Nufenen im Kanton Graubünden in der Schweiz mit einer Höhe von 2944 m ü. M.

## Lage und Umgebung
Das Einshorn gehört zu den Adula-Alpen und liegt zwischen dem Misox, dem Rheinwald und dem Val Curciusa. Der 2944 m hohe Gipfel befindet sich auf der Grenze zwischen den Gemeindegebieten von Rheinwald und Mesocco. Der Berg wird auch Gadriolhorn, Piz Gadriol, Schwarzhorn oder Mittagshorn genannt.
Zu seinen Nachbargipfeln gehören der Guggernüll (2886 m), der Piz Cavriola (2871 m), der Piz Uccello (2724 m), das Mittaghorn (2364 m), der Piz de la Lumbreida (2982 m) oder der Pizzo Tambo (3279 m).
Der am weitesten entfernte sichtbare Punkt (44° 11′ N, 7° 38′ O) vom Einshorn liegt rund 40 km südöstlich von Cuneo in der italienischen Region Piemont, kurz vor der Grenze zu Frankreich und ist 289 km entfernt.
Talorte sind Nufenen und Hinterrhein, häufige Ausgangspunkte sind Nufenen und San Bernardino.

## Namensherkunft
Einst gab manchmal auch der Zeitpunkt, als die Sonne über oder hinter einem Berg durchging, Veranlassung zur Benennung eines Gipfels, z. B. Mittagshorn, Zwölfihorn, Einshorn. So passiert beim Einshorn südlich von Tschappina im Kanton Graubünden, das 20 Kilometer (Luftlinie) nordöstlich vom Einshorn bei Nufenen liegt. Der 2457 m hohe Gipfel liegt zwischen dem Piz Beverin (2998 m) und dem Zwölfihorn (2292 m) und wird als eine „Bergspitze, über der die Sonne um 1 Uhr steht“ (Andrea Schorta: Wie der Berg zu seinem Namen kam) beschrieben. Demnach dürfte auch das Einshorn bei Nufenen seinen Namen dem Stand der Sonne zu verdanken haben.
In unmittelbarer Nähe des Einshorn bei Nufenen gibt es ebenfalls ein Horn, das seinen Namen dem Sonnenstand zu verdanken haben dürfte: das Mittaghorn. Die Verwendung von Mittag – im Gegensatz zu Eins oder Zwölfi – wurde bei der Namensgebung häufiger verwendet. Nebst mehreren Mittaghörnern finden sich zum Beispiel auch Mittagsspitze, Mittaglücke oder Mittagstöckli.

## Routen zum Gipfel

### Sommerrouten

#### Über den Ostgrat
- Ausgangspunkt: Nufenen (1569 m)
- Via: Alp de Rog (1810 m), La Valeten
- Schwierigkeit: EB
- Zeitaufwand: 4½ Stunden

#### Durch die Südflanke
- Ausgangspunkt: San Bernardino (1608 m) oder San-Bernardino-Pass (2066 m)
- Via: Strec de Vignun (2372 m), La Valeten
- Schwierigkeit: EB
- Zeitaufwand: 3¾ Stunden von San Bernardino, 4¾ Stunden vom San-Bernardino-Pass

#### Über den Nordwestpfeiler
Von dieser Route wird abgeraten.
- Ausgangspunkt: Nufenen (1569 m) oder Hinterrhein (1620 m)
- Via: Alp Cadriola (1962 m)
- Schwierigkeit: S, SS
- Zeitaufwand: 8¼ Stunden

#### Über den Nordgrat
Die Nordwand wird mit guten Gründen von den Kletterern gemieden.
- Ausgangspunkt: Nufenen (1569 m)
- Via: Horneralp
- Schwierigkeit: S
- Zeitaufwand: 8 Stunden von Nufenen, 6 Stunden vom Einstieg

#### Durch die Nordostwand
Die beiden Couloirs durch die nordöstliche Gipfelwand sind mit losem Material angefüllt, von heiklen Stufen unterbrochen und daher kaum gangbar.
- Ausgangspunkt: Nufenen (1569 m)
- Via: Horneralp
- Schwierigkeit: WS
- Zeitaufwand: 4½ Stunden von Nufenen

### Winterrouten
Das Einshorn kann bei absolut sicheren Schnee- und Wetterverhältnissen und von erfahrenen Skialpinisten angegangen werden.

#### Von Nufenen
- Ausgangspunkt: Nufenen (1569 m)
- Via: Alp de Rog (1810 m)
- Expositionen: W, E, SE
- Schwierigkeit: S-
- Zeitaufwand: 6 Stunden

#### Von San Bernardino
- Ausgangspunkt: San Bernardino (1608 m)
- Via: Strec de Vignun
- Expositionen: S, E
- Schwierigkeit: S-
- Zeitaufwand: 6 Stunden

#### Abfahrt mit Gegensteigung zu P. 2862 nach San Bernardino
- Ziel: San Bernardino (1608 m)
- Via: P. 2862, Val Vignun
- Expositionen: S, E, SW
- Schwierigkeit: S-

## Galerie

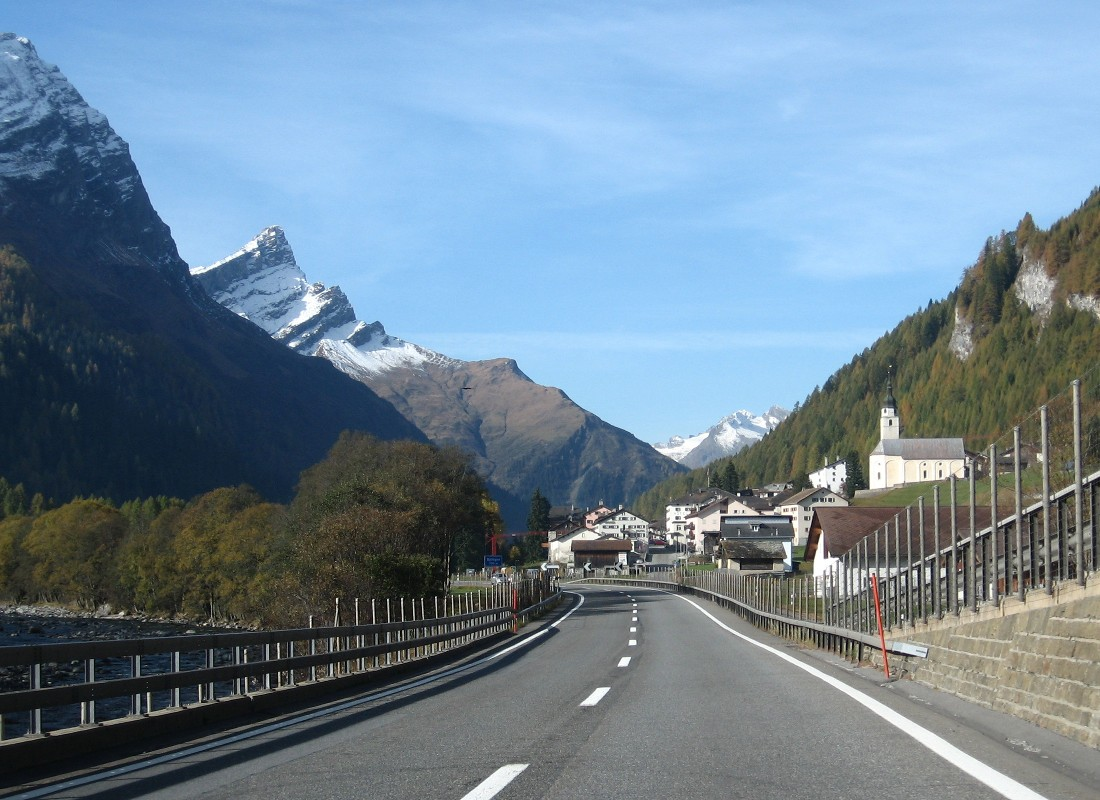
Einshorn, aufgenommen von Splügen.
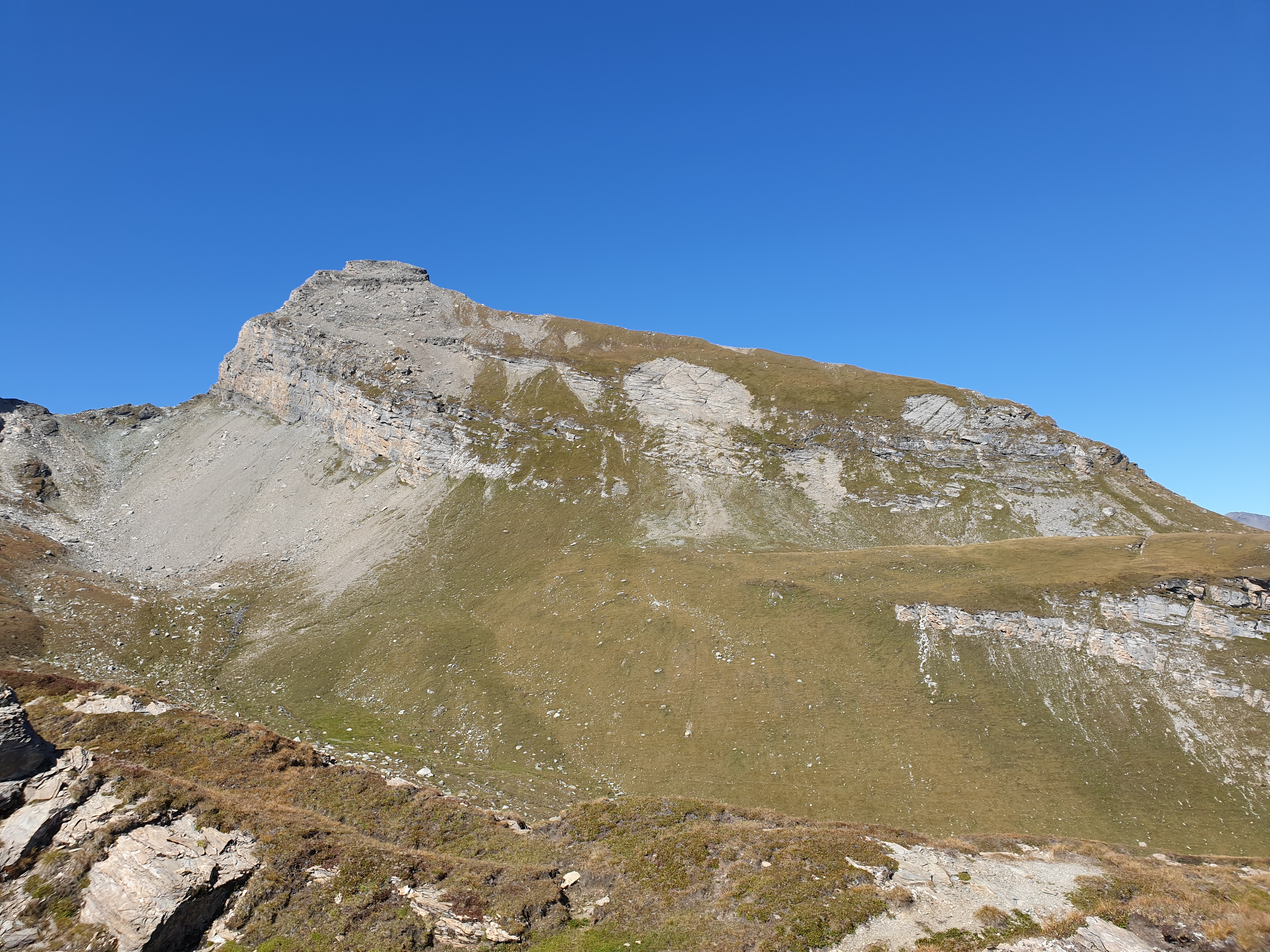
Einshorn, aufgenommen aus Südosten.
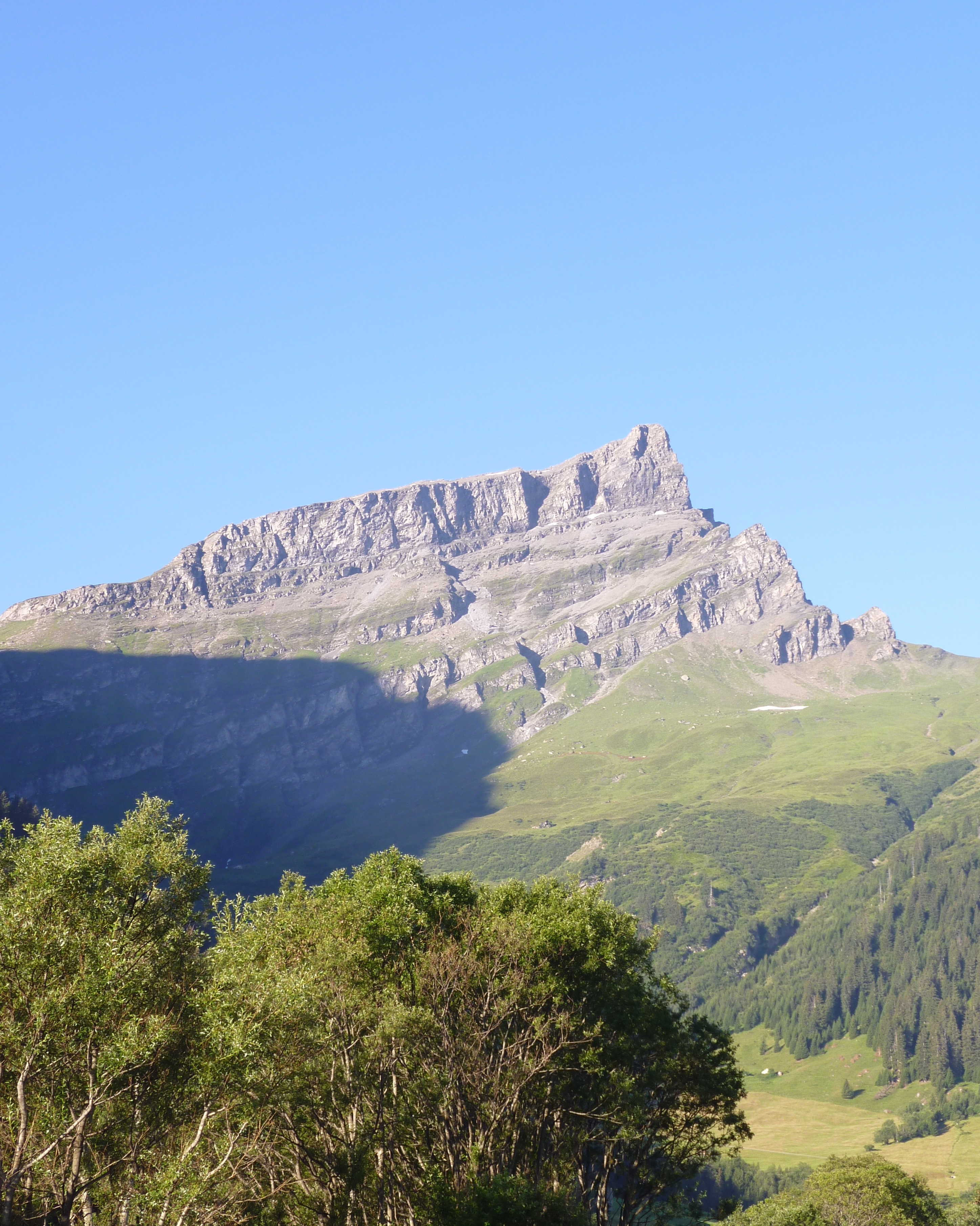
Einshorn, aufgenommen aus Nordosten.